# Meidlinger Hofküchenwasserleitung
Die Meidlinger Hofküchenwasserleitung war eine Wiener Wasserleitung, die ursprünglich errichtet wurde, um das Schloss Schönbrunn mit Wasser zu versorgen. Später ging sie in den Besitz von Untermeidling über.

## Geschichte
Die Meidlinger Hofküchenwasserleitung wurde 1811 erstmals urkundlich erwähnt. Ihren Ursprung hatte sie im Bereich Eichenstraße / Längenfeldgasse im 12. Wiener Gemeindebezirk Meidling.
Das Wasser der ergiebigen Quelle wurde in einem Reservoir gesammelt und mittels einer Rohrleitung nach Schönbrunn geleitet.
Nachdem der Hofärar 1874 diese Wasserleitung aufgelassen hatte, wurde sie von der Gemeinde Untermeidling erworben und wieder instand gesetzt. Gespeist wurde mit dem Trinkwasser ein Auslaufbrunnen in der heutigen Bendlgasse. Um 1876 wurde die Hofküchenwasserleitung ausgebaut, so dass sie nun drei Auslaufbrunnen – zwei in der Albrechtsbergergasse und einen in der Krichbaumgasse – versorgen konnte. Der Brunnen in der Bendlgasse wurde hingegen aufgelassen.
Die endgültige Stilllegung der ehemaligen Hofküchenwasserleitung erfolgte im Jahr 1906.